# Alexander Harley
Sir Alexander George Hamilton Harley, KBE, CB (* 3. Mai 1941) ist ein ehemaliger britischer Offizier der British Army, der zuletzt als General zwischen 1997 und 2000 Generaladjutant des Heeres (Adjutant-General to the Forces) war und zudem von 2001 bis 2008 als Master Gunner, St James’s Park fungierte.  

## Leben
Alexander George Hamilton Harley begann nach dem Besuch der 1811 gegründeten Caterham School eine Offiziersausbildung an der Royal Military Academy Sandhurst (RMAS) und wurde nach deren Abschluss am 4. August 1962 als Leutnant (Second Lieutenant) in die Royal Artillery übernommen. In den folgenden Jahren fand er zahlreiche Verwendungen als Offizier und Stabsoffizier und wurde am 6. Juni 1978 als Major und kommissarischer Oberstleutnant (Acting Lieutenant-Colonel) in Anerkennung seiner Verdienste in der Operation Banner, dem langjährigen Einsatz im Nordirlandkonflikt, während des Zeitraums vom 1. November 1977 und dem 31. Januar 1978 im Kriegsbericht erwähnt (Mentioned in dispatches). Als Oberstleutnant (Lieutenant-Colonel) war er zwischen Dezember 1979 und März 1982 Kommandeur des 19. Artillerieregiments (19th Regiment Royal Artillery), der sogenannten „The Highland Gunners“, und wurde für seine erneuten Verdienste im Nordirlandkonflikt im Zeitraum vom 1. November 1980 bis zum 31. Januar 1981 im Rahmen der sogenannten „Birthday Honours“ am 16. Juni 1981 mit dem Offizierskreuz des Order of the British Empire (OBE) ausgezeichnet.
Nach weiteren Verwendungen als Oberst (Colonel) war Harley als Brigadegeneral (Brigadier) zwischen 1985 und Dezember 1987 zunächst Kommandeur der 33. Panzerbrigade (33rd Armoured Brigade), der sogenannten „Task Force Echo“, sowie im Anschluss von Januar 1988 bis Mai 1990 Assistierender Chef des Stabes der NATO-Heeresgruppe Nord (Northern Army Group). Im Anschluss übernahm er als Generalmajor (Major-General) im August 1990 Verteidigungsministerium (Minstry of Defence) den Posten als Assistierender Chef des Verteidigungsstabes für Operationen und Einsätze im Ausland (Assistant Chief of the Defence Staff (Operations / Commitments Overseas)) und verblieb in dieser Verwendung bis Februar 1993. In Anerkennung seiner Verdienste wurde er am 28. Juni 1991 Companion des Order of the Bath (CB). Im März 1993 löste er Air Vice-Marshal Sandy Hunter als Kommandeur der britischen Streitkräfte in Zypern (Commander, British Forces, Cyprus) und übte diese Funktion bis Februar 1995 aus, woraufhin Air Vice-Marshal Peter Millar seine dortige Nachfolge antrat.
Am 15. März 1995 kehrte Alexander Harley ins Verteidigungsministerium zurück, wo er unter gleichzeitiger Verleihung des kommissarischen Rangs eines Generalleutnants (Acting Lieutenant-General) als Nachfolger von Vizeadmiral Sir Nicholas Hill-Norton stellvertretender Chef des Verteidigungsstabes für Verpflichtungen (Deputy Chief of the Defence Staff (Commitments)) wurde. Dieses Amt hatte er bis Mai 1997 inne und wurde daraufhin von Air Marshal Sir John Day abgelöst. In dieser Funktion wurde er 1996 zum Knight Commander des Order of the British Empire (KBE) geschlagen, so dass er fortan den Namenszusatz „Sir“ führte.
Zuletzt wurde Harley am 2. Juni 1997 der kommissarische Rang eines Generals (Acting General) verliehen und er löste daraufhin General Sir Michael Rose als Generaladjutant des Heeres (Adjutant-General to the Forces) ab. Er hatte diesen Posten bis August 2000 inne, woraufhin General Sir Timothy Granville-Chapman seine Nachfolge antrat. Am 12. August 2000 schied er aus dem aktiven Militärdienst aus und trat unter gleichzeitiger Versetzung in die Reserve des Royal Regiment of Artillery in den Ruhestand. Als Nachfolger von General Sir Michael Wilkes wurde er 1998 Oberstkommandant und Präsident der Honourable Artillery Company, ein Regiment der britischen Territorial Army und eine gemeinnützige Organisation, und hatte diese Funktion bis zu seiner abermaligen Ablösung durch General Sir Timothy Granville-Chapman 2003 inne. Als Nachfolger von Feldmarschall Richard Vincent, Baron Vincent of Coleshill übernahm er 2000 zudem das Amt als Master Gunner, St James’s Park. In diesem Ehrenamt war er bis zu seiner erneuten Ablösung durch General Sir Timothy Granville-Chapman für die Artillerieverteidigung vom St. James’s Park, Palace of Whitehall und Palace of Westminster zuständig. Darüber hinaus fungierte er bis zum 21. Juli 2008 auch als Colonel Commandant Royal Horse Artillery und als Colonel Commandant Royal Regiment of Artillery.
Sir Alexander Harley war nach seinem Ausscheiden aus dem Militärdienst auch in der Privatwirtschaft tätig und zwischen 2003 und 2012 als Seniorberater für Militärangelegenheiten des zum Rüstungskonzern Thales Group gehörenden Unternehmens Thales Defence Systems sowie zeitweise Vizepräsident der Jugendorganisation Raleigh International. Aus seiner 1967 geschlossenen Ehe mit Christina Valentine Butler-Cole gingen zwei Söhne hervor.